# Plains cree jezik
Plains creee jezik (ISO 639-3: crk; western cree), jezik Plains Cree Indijanaca s prerija južne Kanade i susjednog SAD-a. Govori ga oko 34 000 ljudi u Kanadi (1982 SIL) i 100 u SAD-u u Montani (2001 I. Goddard). Ukupna etnička populacija Plains Creeja iznosi oko 53 000.
Preirijski krijski jezik pripada algonkijskoj porodici i jednan je od individualnih jezika cree makrojezika.

## Vanjske poveznice
- Ethnologue (14th)
- Ethnologue (15th)